# Гандіно
Гандіно, Ґандіно (італ. Gandino) — муніципалітет в Італії, у регіоні Ломбардія,  провінція Бергамо.
Гандіно розташоване на відстані близько 490 км на північний захід від Рима, 70 км на північний схід від Мілана, 23 км на північний схід від Бергамо.
Населення — 5471 особа (2014).
Щорічний фестиваль відбувається 15 серпня, першої неділі липня. Покровителька — Богородиця Небовзята.

## Демографія
Населення за роками:

Станом на 1 січня 2023 року в муніципалітеті офіційно проживали 232 іноземці з 34 країн, серед них 20 громадян країн Євросоюзу та 17 громадян України.

## Сусідні муніципалітети
- Казніго
- Каццано-Сант'Андреа
- Черете
- Клузоне
- Ендіне-Гаяно
- Леффе
- Пея
- Понте-Носса
- Ранцаніко
- Роветта
- Совере